# Vižňov
Vižňov, dříve Vížnov nebo Višenov, (německy Wiesen) je vesnice v okrese Náchod, jedna ze šesti částí města Meziměstí. Leží 2 km severně od tohoto města na úpatí Javořích hor. Při sčítání lidu roku 2001 měl Vižňov 116 domů a 281 obyvatel.
První písemná zmínka pochází z roku 1255. Dominantou vesnice je barokní kostel svaté Anny postavený již roku 1355 a přestavěný v letech 1723 – 1727 Kryštofem Dientzenhoferem. V jeho okolí se nachází několik menších sakrálních památek.
Jediným dopravním spojením z vesnice je autobusová linka do Meziměstí.